# James Rector
John Alcorn Rector, detto James (Hot Springs, 22 giugno 1884 – Hot Springs, 10 marzo 1949), è stato un velocista statunitense.

## Biografia
Nipote di Henry Massey Rector governatore dell'Arkansas all'epoca della guerra di secessione e di James Alcorn, governatore del Mississippi all'epoca della ricostruzione.
Vinse la medaglia d'argento nei 100 metri piani nei giochi olimpici di Londra del 1908. Sia in batteria che in semifinale eguagliò il record olimpico di 10,8 secondi risalente al 1900. In finale perse per un decimo di secondo contro il sudafricano Reginald Walker che pure eguagliò il record.
Dopo l'attività agonistica Rector esercitò per oltre 30 anni come avvocato a St. Louis nel Missouri.